# Phyllophaga obliquestriata
Phyllophaga obliquestriata är en skalbaggsart som beskrevs av Saylor 1938. Phyllophaga obliquestriata ingår i släktet Phyllophaga och familjen Melolonthidae. Inga underarter finns listade i Catalogue of Life.